# امانوئل کلندر
امانوئل کلندر (انگلیسی: Emmanuel Callender؛ زادهٔ ۱۰ مهٔ ۱۹۸۴) دونده اهل ترینیداد و توباگو است.
از افتخارات وی میتوان به کسب مدال طلا دو ۴×۱۰۰ متر امدادی در بازی‌های المپیک تابستانی ۲۰۰۸ اشاره کرد. 